# Eredivisie 2006-07
La Eredivisie 2006-07 fue la 51.ª edición de la Eredivisie. El campeón fue el PSV Eindhoven, conquistando su 17.ª Eredivisie y el 20.° título de campeón de los Países Bajos.

## Clasificación general
|  |    | Equipo              | PJ | PG | PE | PP | GF | GC | DG  | PTS |
|  | -- | ------------------- | -- | -- | -- | -- | -- | -- | --- | --- |
|  | 1  | PSV Eindhoven       | 34 | 23 | 6  | 5  | 75 | 25 | +50 | 75  |
|  | 2  | AFC Ajax            | 34 | 23 | 6  | 5  | 84 | 35 | +49 | 75  |
|  | 3  | AZ Alkmaar          | 34 | 21 | 9  | 4  | 83 | 31 | +52 | 72  |
|  | 4  | FC Twente Enschede  | 34 | 19 | 9  | 6  | 67 | 37 | +30 | 66  |
|  | 5  | SC Heerenveen       | 34 | 16 | 7  | 11 | 60 | 43 | +17 | 55  |
|  | 6  | Roda JC             | 34 | 15 | 9  | 10 | 47 | 36 | +11 | 54  |
|  | 7  | Feyenoord           | 34 | 15 | 8  | 11 | 56 | 66 | -10 | 53  |
|  | 8  | FC Groningen        | 34 | 15 | 6  | 13 | 54 | 54 | 0   | 51  |
|  | 9  | FC Utrecht          | 34 | 13 | 9  | 12 | 41 | 44 | -3  | 48  |
|  | 10 | NEC Nijmegen        | 34 | 12 | 8  | 14 | 36 | 44 | -8  | 44  |
|  | 11 | NAC Breda           | 34 | 12 | 7  | 15 | 43 | 54 | -9  | 43  |
|  | 12 | Vitesse Arnheim     | 34 | 10 | 8  | 16 | 50 | 55 | -5  | 38  |
|  | 13 | Sparta Rotterdam    | 34 | 10 | 7  | 17 | 40 | 66 | -26 | 37  |
|  | 14 | Heracles Almelo     | 34 | 7  | 11 | 16 | 32 | 64 | -32 | 32  |
|  | 15 | Willem II Tilburg   | 34 | 8  | 7  | 19 | 31 | 64 | -33 | 31  |
|  | 16 | Excelsior Rotterdam | 34 | 8  | 6  | 20 | 43 | 64 | -21 | 30  |
|  | 17 | RKC Waalwijk        | 34 | 6  | 9  | 19 | 33 | 60 | -27 | 27  |
|  | 18 | ADO Den Haag        | 34 | 3  | 8  | 23 | 40 | 72 | -32 | 17  |

| Liga de Campeones | Play-offs de Liga de Campeones | Play-offs de Copa de la UEFA | Play-offs de Copa Intertoto | Play-offs de descenso | Descenso |

PJ = Partidos jugados; PG = Partidos ganados; PE = Partidos empatados; PP = Partidos perdidos; GF = Goles a favor; GC = Goles en contra; DG = Diferencia de goles; PTS = Puntos

## Play-offs

### Para competiciones europeas
Por un boleto para la Liga de Campeones y tres entradas para la Copa de la UEFA

|  | Partidos A y B | Partidos A y B | Partidos A y B |    |   | Partido E | Partido E | Partido E |  |
|  |                |                |                |    |   |           |           |           |  |
|  |                |                |                |    |   |           |           |           |  |
|  | 5              | SC Heerenveen  | 1              |    |   |           |           |           |  |
|  | 5              | SC Heerenveen  | 1              |    |   |           |           |           |  |
|  | 2              | Ajax           | 4              |    |   |           |           |           |  |
|  | 2              | Ajax           | 4              |    | A | Ajax      | 4         |           |  |
|  |                |                |                |    | A | Ajax      | 4         |           |  |
|  |                |                | B              | AZ | 2 |           |           |           |  |
|  | 4              | FC Twente      | B              | AZ | 2 | 1         |           |           |  |
|  | 4              | FC Twente      |                |    |   | 1         |           |           |  |
|  | 3              | AZ             | 3              |    |   |           |           |           |  |
|  | 3              | AZ             | 3              |    |   |           |           |           |  |
|  |                |                |                |    |   |           |           |           |  |

 Ajax clasifica a la Liga de Campeones de la UEFA 2007-08. AZ, FC Twente y Heerenveen clasifican a la Copa de la UEFA 2007-08.
Por un boleto para la Copa de la UEFA y una posible entrada para la Copa Intertoto

|  | Partidos C y D | Partidos C y D                                        | Partidos C y D |              |   | Partido F  | Partido F | Partido F |  |
|  |                |                                                       |                |              |   |            |           |           |  |
|  |                |                                                       |                |              |   |            |           |           |  |
|  | 9              | FC Utrecht (avanza por la regla del gol de visitante) | 1              |              |   |            |           |           |  |
|  | 9              | FC Utrecht (avanza por la regla del gol de visitante) | 1              |              |   |            |           |           |  |
|  | 6              | Roda JC                                               | 1              |              |   |            |           |           |  |
|  | 6              | Roda JC                                               | 1              |              | C | FC Utrecht | 1         |           |  |
|  |                |                                                       |                |              | C | FC Utrecht | 1         |           |  |
|  |                |                                                       | D              | FC Groningen | 4 |            |           |           |  |
|  | 8              | FC Groningen                                          | D              | FC Groningen | 4 | 3          |           |           |  |
|  | 8              | FC Groningen                                          |                |              |   | 3          |           |           |  |
|  | 7              | Feyenoord                                             | 2              |              |   |            |           |           |  |
|  | 7              | Feyenoord                                             | 2              |              |   |            |           |           |  |
|  |                |                                                       |                |              |   |            |           |           |  |

FC Groningen clasifica a la Copa de la UEFA 2007-08. FC Utrecht se enfrenta con Vitesse (ganador del partido I) por una plaza para la Copa Intertoto 2007.
Por un posible boleto para la Copa Intertoto

|  | Partidos G y H | Partidos G y H   | Partidos G y H |         |   | Partido I | Partido I | Partido I |  |
|  |                |                  |                |         |   |           |           |           |  |
|  |                |                  |                |         |   |           |           |           |  |
|  | 13             | Sparta Rotterdam | 2              |         |   |           |           |           |  |
|  | 13             | Sparta Rotterdam | 2              |         |   |           |           |           |  |
|  | 10             | NEC              | 3              |         |   |           |           |           |  |
|  | 10             | NEC              | 3              |         | H | NEC       | 0         |           |  |
|  |                |                  |                |         | H | NEC       | 0         |           |  |
|  |                |                  | I              | Vitesse | 3 |           |           |           |  |
|  | 12             | Vitesse          | I              | Vitesse | 3 | 4         |           |           |  |
|  | 12             | Vitesse          |                |         |   | 4         |           |           |  |
|  | 11             | NAC Breda        | 2              |         |   |           |           |           |  |
|  | 11             | NAC Breda        | 2              |         |   |           |           |           |  |
|  |                |                  |                |         |   |           |           |           |  |

 Vitesse se enfrenta con FC Utrecht (perdedor del partido F) por una plaza para la Copa Intertoto 2007.
Por una entrada para la Copa Intertoto
|  | Partido J |            |          |  |
|  |           |            |          |  |
|  | F         | FC Utrecht | 2 (g.v.) |  |
|  | F         | FC Utrecht | 2 (g.v.) |  |
|  | I         | Vitesse    | 2        |  |
|  | I         | Vitesse    | 2        |  |

 FC Utrecht clasifica a la Copa Intertoto 2007.

### Play-offs de descenso
Ronda 1
| Equipo #1  | Resultado | Equipo #2       | Partido 1 | Partido 2 | Partido 3    |
| ---------- | --------- | --------------- | --------- | --------- | ------------ |
| FC Zwolle  | 1-2       | FC Dordrecht    | 0-1       | 1-1       | No disputado |
| BV Veendam | 5-3       | Go Ahead Eagles | 5-1       | 0-2       | No disputado |

Todos los equipos juegan un partido de local y otro de visitante, con la posibilidad de un tercer partido en caso de empate. El equipo que ha marcado más goles de visitante en los dos partidos de ida, jugará el tercer partido de desempate de local. Si ambos equipos han marcado la misma cantidad de goles fuera de casa, una tanda de penaltis después del partido de vuelta decidirá quién juega de local en el tercer partido.
Ronda 2
| Equipo #1    | Resultado | Equipo #2      | Partido 1 | Partido 2 | Partido 3    |
| ------------ | --------- | -------------- | --------- | --------- | ------------ |
| FC Dordrecht | 2-5       | RKC Waalwijk   | 2-0       | 0-2       | 0-3          |
| FC Den Bosch | 2-3       | VVV-Venlo      | 1-2       | 1-0       | 0-1          |
| FC Volendam  | 3-6       | RBC Roosendaal | 3-5       | 0-1       | No disputado |
| BV Veendam   | 0-4       | Excelsior      | 0-1       | 0-3       | No disputado |

Todos los equipos juegan un partido de local y otro de visitante, con la posibilidad de un tercer partido en caso de empate. El equipo que ha marcado más goles de visitante en los dos partidos de ida, jugará el tercer partido de desempate de local. Si ambos equipos han marcado la misma cantidad de goles fuera de casa, una tanda de penaltis después del partido de vuelta decidirá quién juega de local en el tercer partido.
Ronda 3
| Equipo #1      | Resultado | Equipo #2    | Partido 1 | Partido 2 | Partido 3    |
| -------------- | --------- | ------------ | --------- | --------- | ------------ |
| VVV-Venlo      | 5-1       | RKC Waalwijk | 2-0       | 0-1       | 3-0          |
| RBC Roosendaal | 1-2       | Excelsior    | 1-1       | 0-1       | No disputado |

Todos los equipos juegan un partido de local y otro de visitante, con la posibilidad de un tercer partido en caso de empate. El equipo que ha marcado más goles de visitante en los dos partidos de ida, jugará el tercer partido de desempate de local. Si ambos equipos han marcado la misma cantidad de goles fuera de casa, una tanda de penaltis después del partido de vuelta decidirá quién juega de local en el tercer partido.

- VVV-Venlo asciende a la Eredivisie, por lo tanto, RKC Waalwijk desciende a la Eerste Divisie.

- Excelsior permanece en la Eredivisie.

## Resultados
Nota: salvo PSV, los demás equipos se clasificaron a las competiciones europeas al ganar los play-offs.
- Liga de Campeones: PSV Eindhoven
- Calificación a la Liga de Campeones: AFC Ajax
- Copa UEFA: FC Groningen, AZ Alkmaar, SC Heerenveen, FC Twente Enschede
- Descensos: ADO Den Haag, RKC Waalwijk
- Ascensos: De Graafschap, VVV Venlo

## Máximos goleadores
| Afonso Alves        | Heerenveen    | 34 |
| Danny Koevermans    | Feyenoord     | 22 |
| Blaise Nkufo        | FC Twente     | 22 |
| Jefferson Farfán    | PSV Eindhoven | 21 |
| Klaas Jan Huntelaar | Ajax          | 21 |

## Premios

### Futbolista del año en los Países Bajos
- 2006/07 —  Afonso Alves (SC Heerenveen)